# Camilo José Cela
Camilo José Cela y Trulock (Iria Flavia, Padrón, 1916. május 11. – Madrid, 2002. január 17.) irodalmi Nobel-díjas spanyol regényíró, költő, esszéíró. A '36-os generáció mozgalom tagja volt.

## Életrajz
A galiciai Iria Flaviaban született, azonban Madridban nőt föl. Felső középosztálybeli család elsőszülött gyermeke, 8 testvére volt. Jogi tanulmányait a Madridi Egyetemen a spanyol polgárháború szakította félbe. Tizedesként harcolt Francisco Franco oldalán, súlyosan megsebesült, és cenzor lett.

## Díjak
- Irodalmi Nobel-díj (1989)

## Magyarul megjelent művei
- Camilo José Cela: Szélmalom. Benyhe János (fordító), Orosz János (illusztrálta). Budapest: Európa Könyvkiadó. 1966.   246. o.
- Camilo José Cela: Pascual Duarte családja. Scholz László (fordító), Zörgő János (illusztrálta). Budapest: Európa Könyvkiadó. 1976.   194. o. ISBN 963-07-0883-3
- Camilo José Cela: Az archidoniai bájdorong páratlan és dicsőséges hőstette. Szőnyi Ferenc (fordító). Budapest: Európa Könyvkiadó. 1991.   56. o. ISBN 963-07-5280-8
- Camilo José Cela: Az archidoniai bájdorong páratlan és dicsőséges hőstette. Szőnyi Ferenc (fordító). Budapest: NewMark PolgART. 2004.   52. o. ISBN 963-9306-66-5
- Camilo José Cela: Méhkas. Szalay Sándor (fordító), Benyhe János (bevezető). Budapest: Európa Könyvkiadó. 1960.   280. o.
- Camilo José Cela: Méhkas. Szalay Sándor (fordító), Benyhe János (bevezető). Budapest: Metropolis Media. 2011.   281. o. = Irodalmi Nobel-díjasok könyvtára,  23. ISBN 978-963-9828-86-5